# Archytas basifulvus
Archytas basifulvus là một loài ruồi trong họ Tachinidae.